# 镇海桥
镇海桥又名屯溪桥，俗称老大桥，位于中国安徽省黄山市屯溪区三江口（新安江、率水和横江交汇处）、屯溪老街西端，横跨于横江之上，东西连接屯溪老街与黎阳镇（即今日的黄山市老城区和黎阳镇新区）。该桥为六墩七孔的大型石拱桥，全长133米，宽15米，多说初建于明嘉靖十五年（1536），但实际查明清两代徽州府志，弘治四年（1491）《休宁志 卷五》，弘治十五年（1502）《徽州府志 卷二》都已经有了这座桥的记载，将其称为“屯溪桥”。现状为遭水毁后于清康熙三十八年（1699）所重修。桥墩呈等腰三角形，西侧设有分水头，翘起呈船头状。为保护该桥，现已在桥两端设隔离墩及警示牌，禁止机动车辆通行。

### 損毀
2020年7月7日，镇海桥被山洪冲毁。2020年7月9日，安徽省文旅厅文物保护处一级调研员黄会表示，下一步经过专家勘察、论证后，根据文物保护法的规定，会做好相关修复工作。17日，黄山市住建局、黄山市文化和旅游局批复了市城建处报送的屯溪镇海桥散落构件、石料打捞工作方案。25日，镇海桥善后保护工作方案已通过，力争在同年四季度开工修建，2022年修建竣工。2020年8月7日，因屯溪镇海桥散落构件、石料打捞工作等建设需要，经报请市政府同意，定于2020年8月10日开始降低水位。

### 打捞
2020年8月13日，镇海桥构件开始打捞。2020年8月18日，打捞过程中发现了明代望柱石。8月25日，6个桥墩所处区域及附近区域的石料构件已打捞结束，6个桥墩的墩基清晰展现。8月31日，打捞工作结束。

### 修复
2020年9月，《屯溪镇海桥修复工程项目》环境影响评价受理情况公示。10月，修复工程完成招标。12月10日，修缮工程第一根工程桩开始施工。

### 恢复通行
2021年12月，镇海桥修缮完成，恢复通行。

## 图片库

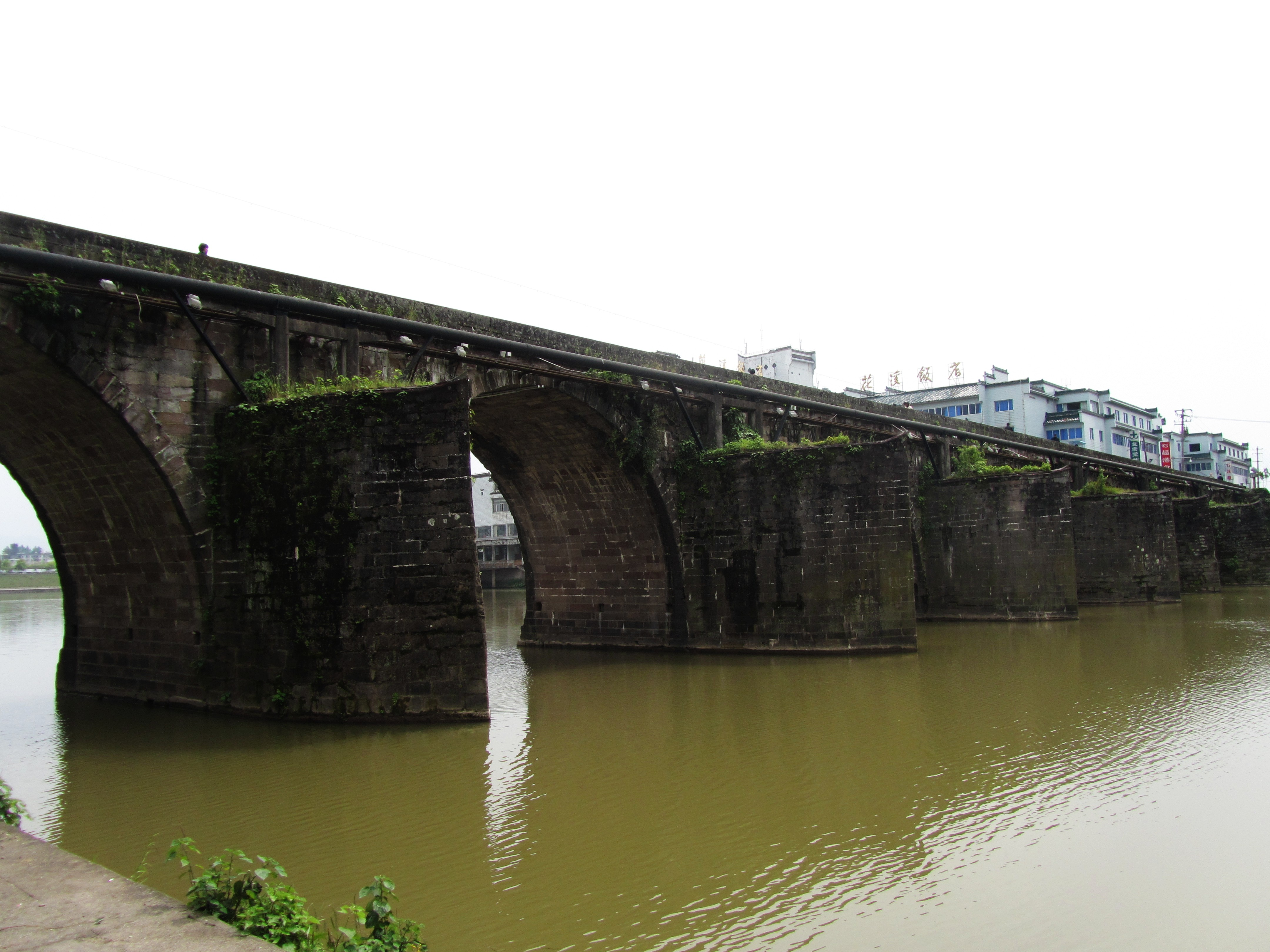
鎮海橋西侧（2013年4月）
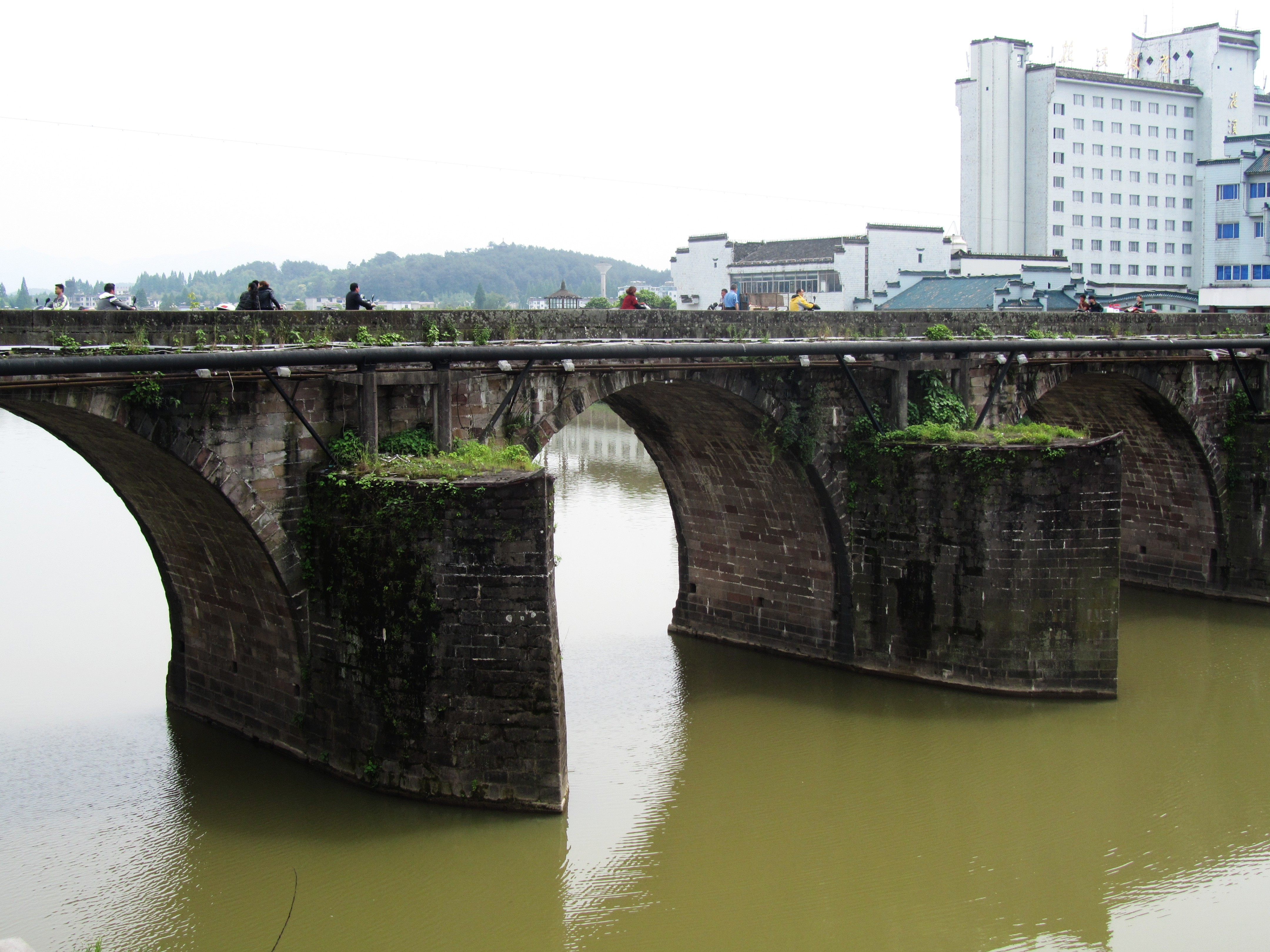
鎮海橋西侧分水头（2013年4月）
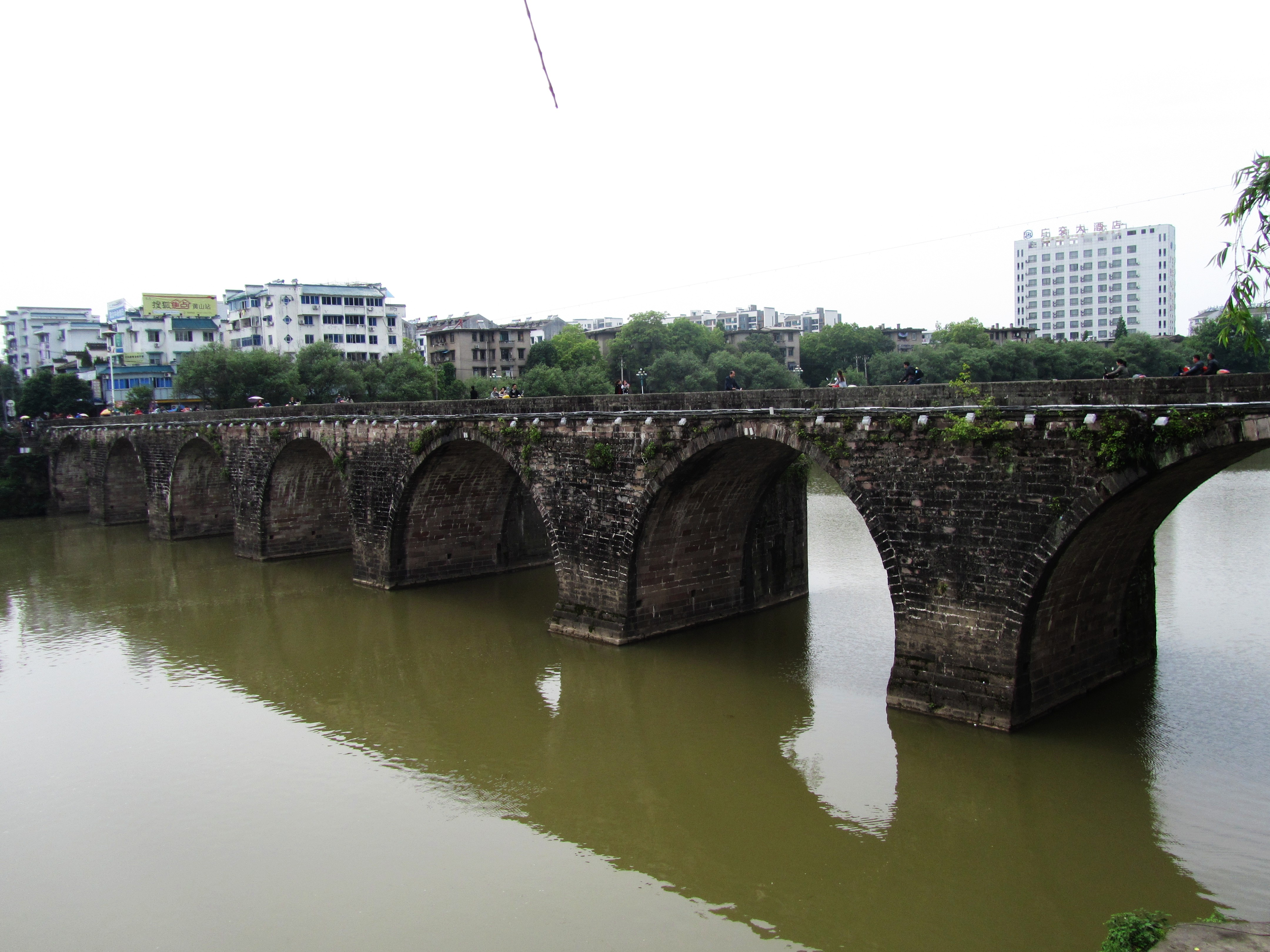
鎮海橋东侧（2013年4月）
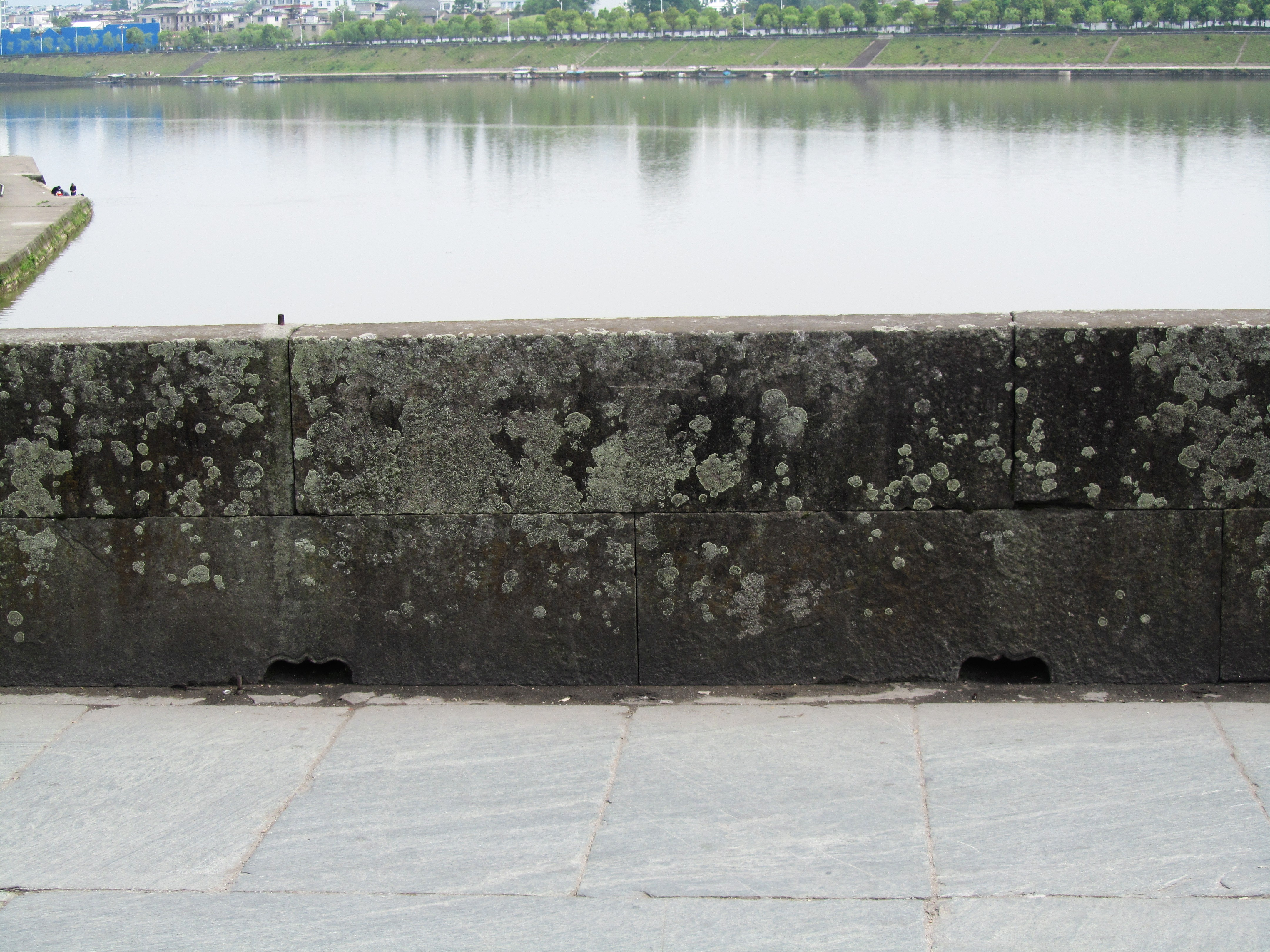
鎮海橋护栏（2013年4月）
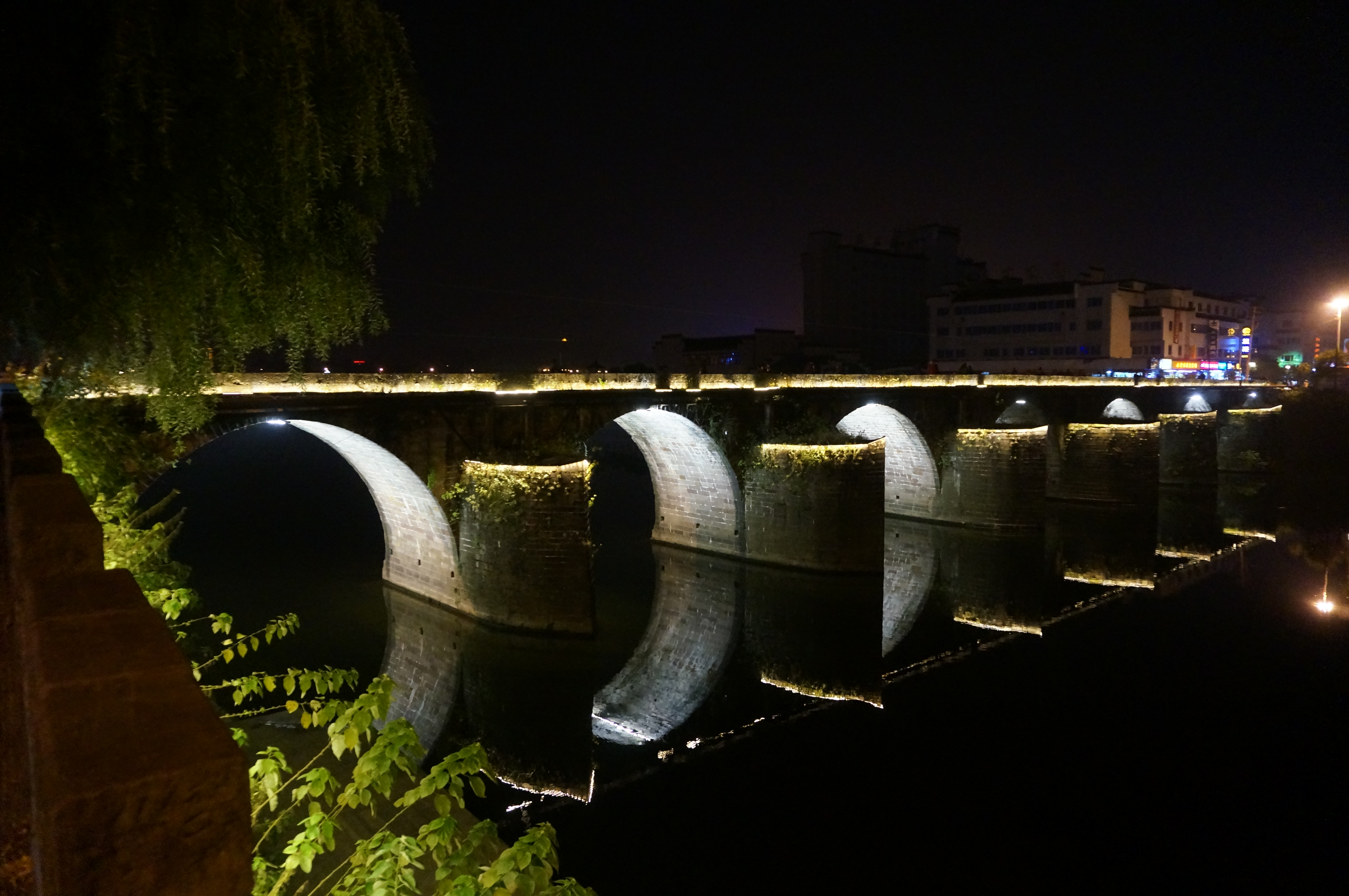
鎮海橋夜景（2014年11月）
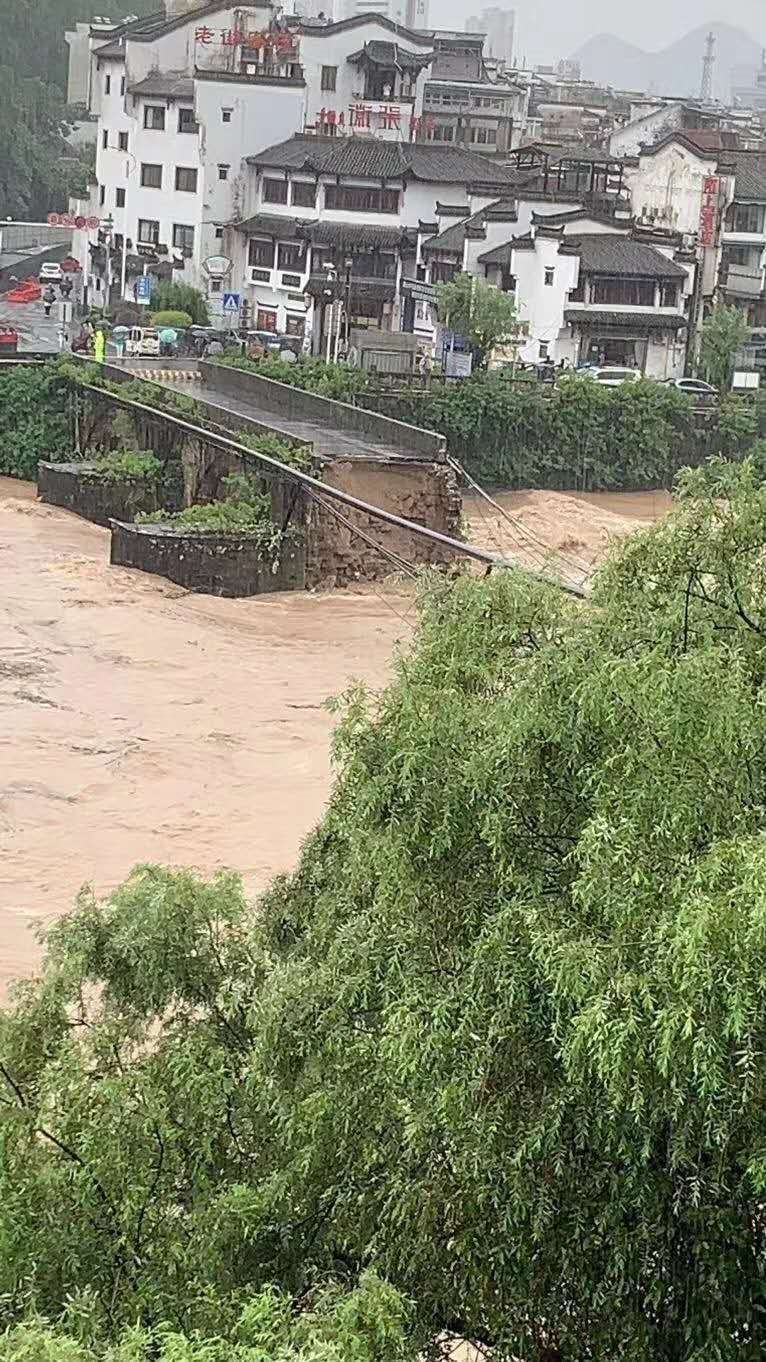
被沖毀的屯溪镇海桥（2020年7月7日）
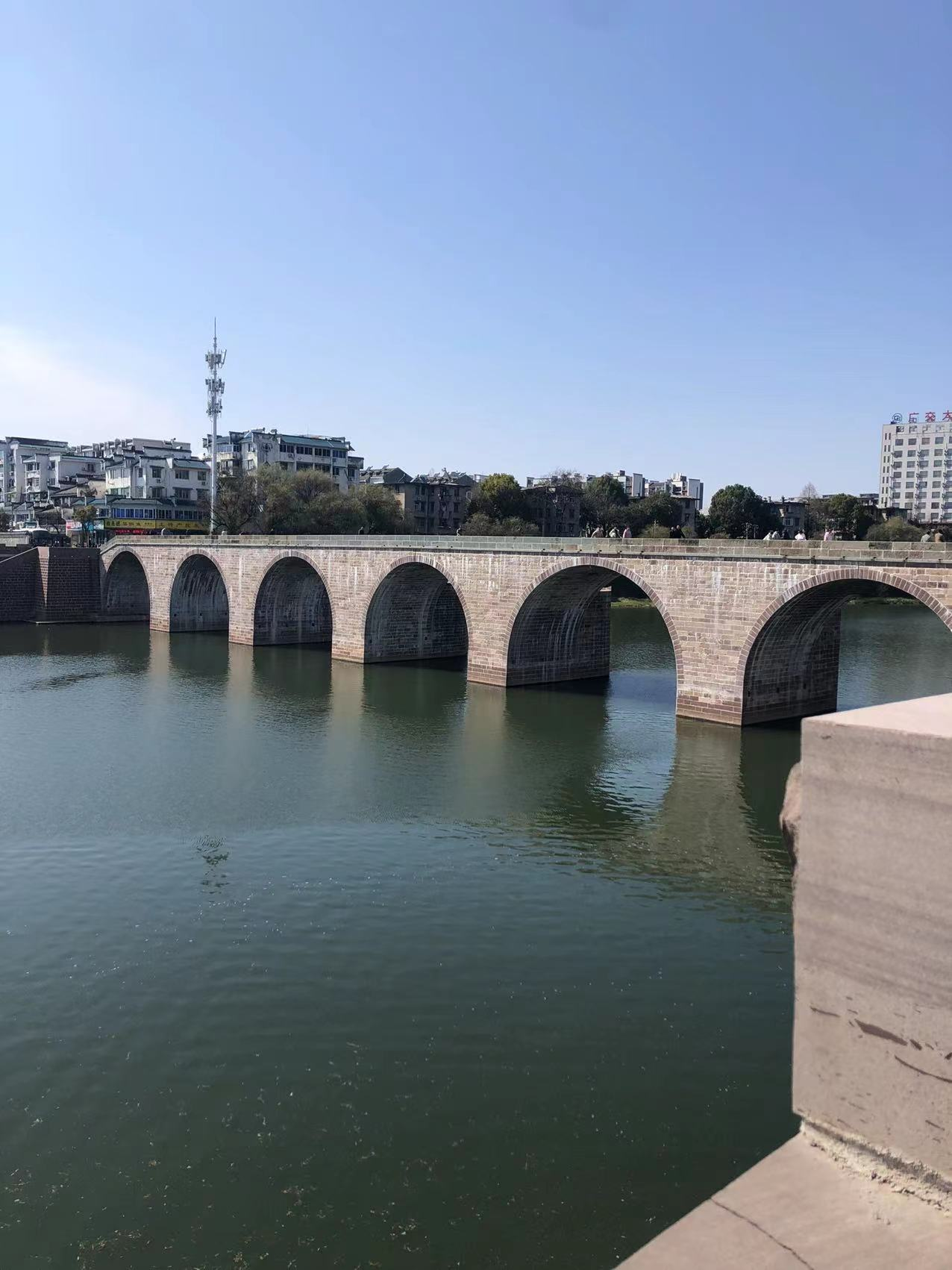
修复后的镇海桥（2023年2月26日）
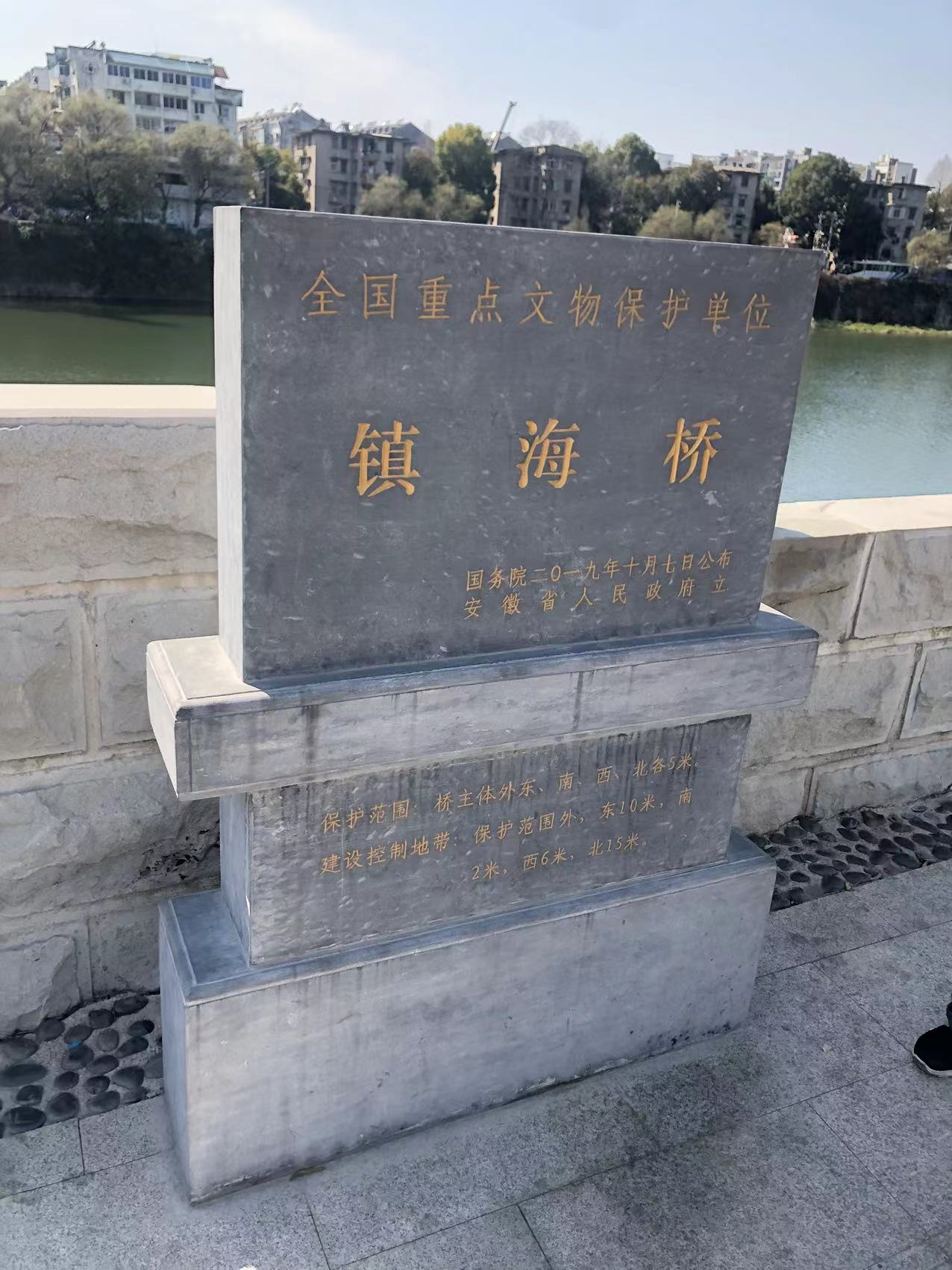
全国重点文物保护碑（2023年2月26日）
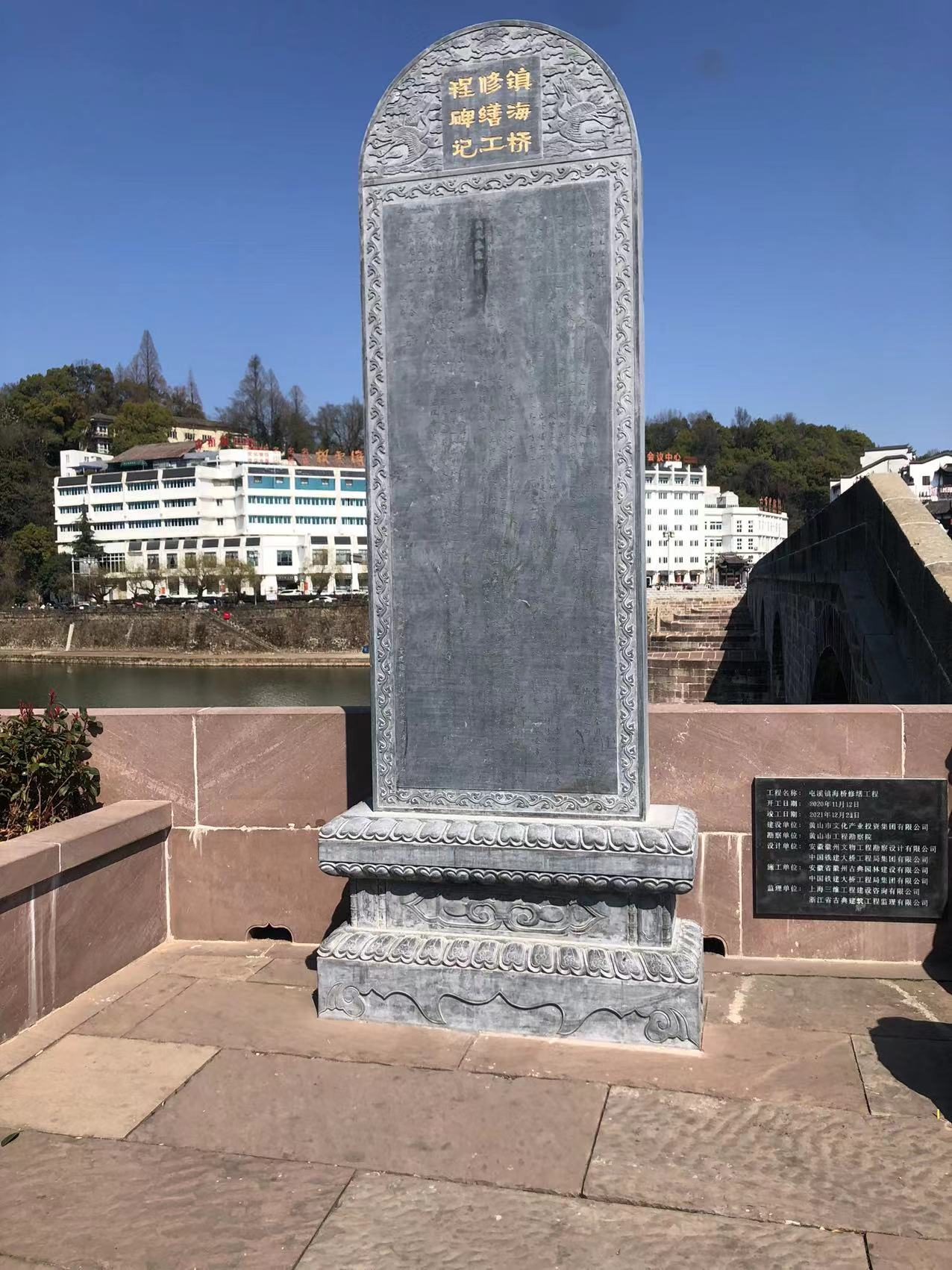
镇海桥修复碑（2023年2月26日）